# Toulouské hrabství
Toulouské hrabství neboli také hrabství Toulouse (okcitánsky Comtat de Tolosa, latinsky Comitatus Tolosanus, středofrancouzsky Conté de Thoulouse) byl středověký státní útvar v Okcitánii (území jižní Francie), jehož centrem bylo město Toulouse a i s okolím bylo za Merovejské dynastie ovládáno hrabaty z Toulouse. Dědičné hrabství bylo založeno Karlem Velikým roku 778 a jeho existence skončila francouzskou anexí v roce 1271. Bylo střediskem zvláštní languedocké kultury, která ovlivňovala celou jižní Francii, kde se mluvilo okcitánsky, jazykem velmi blízkým dnešní katalánštině, poměrně velmi vzdáleným jazyku (Langues d'oïl), kterým se mluvilo v severní Francii. Jména hrabat a vévodů jsou lépe známa až od dob Karlovců, úřad se za jejich dob stal dědičným. Hrabě z Toulouse měl titul pair.

## Historie

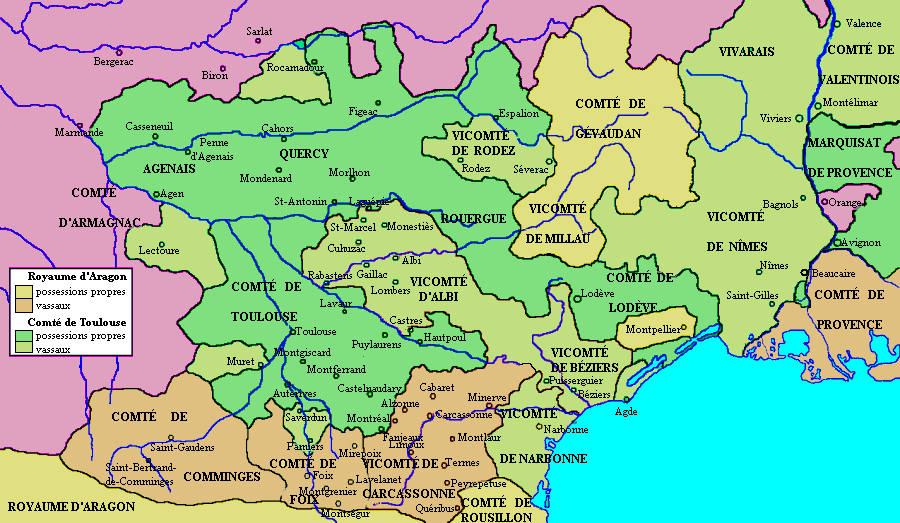
Politická mapa Languedoku na úsvitu albigenské křížové výpravy kolem roku 1160 – hrabství tmavě zeleně, jeho vazalové světle, vazalové Aragonie žlutě a oranžově

Dědičná hrabata z Toulouse vládla městu Toulouse a okolnímu hrabství od pozdního 9. století až do roku 1271. V tomto rozmezí bylo město Toulouse centrem suverénního hrabství. Hrabata a další příslušníci jejich rodu v různých obdobích získali několikrát tituly hrabat z Quercy, Rouergue, Albi či Nîmes, a markrabat Góthie a Provence. Kromě toho se Raimond IV. stal zakladatelem křižáckého hrabství Tripolis a jeho potomci mu v 12. a 13. století vládli.
V pozdním 12. století hrabství zasáhla křížová výprava proti Albigenským, příčinou byla rozšířená hereze katarů na jeho území. Roku 1229 Toulouse po smlouvě z Meaux formálně přijalo svrchovanost francouzské koruny, čímž ukončilo svou nezávislost. Hrabata z Toulouse ještě vládla městu Toulouse a okolnímu hrabství až do roku 1271.

## Právní systém
Jako následnický stát Vizigótského království podědilo Toulouse, společně s Akvitanií a Languedokem (nikoliv však s Gaskoňskem), právní systém s prvky vizigótského a římského práva, které dovolovaly ženám mít o něco větší práva než jejich současnice. Obzvláště podle vizigótských Liber Judiciorum kodifikovaných v roce 642/643 a rozšířených Recceswinthovým kodexem v roce 653, mohly ženy dědit zemi i tituly a spravovat je nezávisle na svých manželech či mužských příslušnících rodu, disponovat svým majetkem v poslední vůli, pokud neměly dědice, a mohly se samy zastupovat ve přích či svědčit u soudu od dovršení 14 let věku a samy chystat své sňatky od 20 let. Jako následek tohoto právního systému byla v následnickém právu tamější šlechty praktikována převážně primogenitura s preferencí mužů.

## Seznam hrabat z Toulouse

### Jmenování králem
- floruit 587 Austrovald
- floruit 660 Felix
- 778–790 Torson
- 790–806 Vilém I., také známý jako Vilém z Gellone
- 806–816 Beggo
  - Raymond Raphinel (811–818), jeho vztah k předešlému i následujícímu je neznámý
- 816–835 Berengar
- 835–842 Bernard I.
- 842–843 Acfred

### Rod z Rouergue (starší větev)
- 844–852 Fredelon
  - 844–849 Guillaume II., úspěšně se protivil Fredelonovi
- 852–863 Raimond I.

### Hunfridovci
- 863–865 Humfrid, sesadil Raimonda
  - 863–865 Sunifred, jmenován, aby bojoval proti Humfridovi

### Rod z Rouergue (restaurace)
- 865–877 Bernard II

### Rod z Auvergne
- 877–886 Bernard III.

### Rod z Rouergue (restaurace)
- 886–918 Odo
- 918–924 Raimond II.
- 924–ca 950 Raimond Pons, tradičně nazýván Raimond III.

dříve se dlouho myslelo, že po něm nastoupil přímo Guillaume III. Přesto nedávný výzkum navrhl přidat nejméně jednoho a možná i tři dříve přehlížená hrabata. Nejméně jeden z nich se jmenoval Raimond, což vyústilo v konfliktní systém číslování, ale většina historiků pokračuje v užívání tradičního číslování pozdějších Raimondů.
první rekonstrukce:
- ca 950–ca 961 Raimond III. (či IV.)
- ca 961–ca 972 Hugo
- ca 972–ca 978 Raimond IV. (či V.)

druhá rekonstrukce:

Znak Toulouské dynastie (Raimundovců)

- ca 950–ca 978 Raimond III. (či IV.)
- 978–1037 Guillaume III.
- 1037–1061 Pons
- 1061–1094 Guillaume IV.
- 1094–1105 Philippa Maude, vévodkyně akvitánská
  - 1094–1098 Raimond IV. de Saint Gilles, strýc Filipy z otcovy strany, uzurpoval Hrabství toulouské po smrti Viléma IV. Zatímco byl Raimond IV. na křížové výpravě, uplatnila v roce 1098 Filipa a její manžel Vilém IX. Akvitánský opět svůj nárok na Toulouse.

### Rod z Rouergue (mladší větev)

Znak Alfonse z Poitiers

- 1105–1112 Bertrand Toulouse bylo zastaveno Bertrandovi, bratranci Filipy. Poté bylo hrabství přiřčeno Bertrandovým dědicům.
- 1112–1148 Alfons I.
- 1148–1194 Raimond V.
- 1194–1222 Raimond VI.
- 1222–1249 Raimond VII.
- 1249–1271 Johana, vdala se za Alfonse z Poitiers

V tomto momentu přešlo Toulouse na Korunu francouzskou podle podmínek smlouvy z Meaux z roku 1229.